# Karen Juday
Karen Sue «Hawley» Juday (Bremen, Indiana; 22 de febrero de 1949-Nueva York, 11 de septiembre de 2001) fue una de las víctimas de los atentados contra el World Trade Center. Karen es recordada por una fotografía en la que supuestamente se la ve cayendo al vacío desde la Torre Norte.

## Biografía

### Familia y educación
Karen nació en Bremen, condado de Marshall (Indiana), el 22 de febrero de 1949, hija de Willard D. Hawley y Orpha E. Hawley. Juday tenía tres hermanas (Diana, Betty y Mary) y dos hermanos (John y Patrick). Karen estudió en Nappanee y trabajó inicialmente en la compañía Crown International en Elkhart.

### Richard Pecorella
Karen conoció en 1997 al banquero e inversor Richard Pecorella, quien era oriundo de Nueva York, tras sentarse junto a él durante una carrera de la IndyCar en Nazareth Speedway, Pensilvania. Juday había acudido para apoyar al equipo de su hermano Patrick, mientras que Pecorella asistió como espectador tras recibir entradas de un amigo, siendo este su primer contacto con la IndyCar. Ambos tenían dos hijos (Karen había estado casada dos veces y tenía una hija, Amber, y un hijo, Jamie) y se hallaban en aquel entonces en medio de dificultades en sus respectivos matrimonios. A los pocos meses de conocerse, Karen se mudó a Brooklyn para estar con Richard, encontrando trabajo como asistente administrativa en Cantor Fitzgerald, en la planta 101 de la Torre Norte del World Trade Center. Aficionados a asistir a partidos de béisbol y a realizar excursiones los fines de semana al océano y a los casinos de Atlantic City, Karen y Richard tenían previsto contraer matrimonio en Las Vegas en junio de 2002.

### Muerte
A las 8:46 horas del 11 de septiembre de 2001, el vuelo 11 de American Airlines se estrelló contra la Torre Norte del World Trade Center. El impacto se produjo entre las plantas 93 y 99, destruyendo cualquier vía de escape y dejando atrapados a todos los ocupantes por encima de la planta 92. Richard identificó a Karen en una fotografía en la que se aprecia a una mujer cayendo al vacío desde la Torre Norte. Esta imagen, conocida como Falling Woman, fue tomada por Richard Drew, de la agencia Associated Press. Drew declaró que tras salir de la estación de metro más cercana a las torres y ver que había gente cayendo al vacío, sacó su cámara y empezó a tomar fotografías (una de ellas es la tristemente célebre The Falling Man). En 2004, Richard se puso en contacto con Associated Press en un intento por localizar a Karen, quien se encontraba desaparecida desde el día de los atentados. Tras revisar varias fotografías junto con Drew en un ordenador, Richard identificó a Karen como la mujer de la foto Falling Woman en base a la vestimenta, ya que Pecorella recordaba que el día de los ataques Juday llevaba puesto un suéter azul marino y pantalones color crema largos hasta los tobillos, prendas coincidentes con las que luce la mujer de la instantánea, además de que Karen solía ponerse un pañuelo azul para sujetar su cabello hacia atrás mientras trabajaba.
No obstante, debido al hecho de que el rostro de la mujer no resulta visible y de que las prendas de ropa son bastante comunes, la identificación de Richard podría no ser correcta. Existen a su vez varios vídeos y fotografías del interior del agujero dejado por el impacto del avión en la Torre Norte en los que se puede ver a una mujer con idéntica ropa y constitución física la cual es comúnmente identificada como Edna Cintron, quien trabajaba para Marsh & McLennan en la planta 97. Pese a que se considera que la mujer presente en el hueco y la protagonista de la foto Falling Woman pueden ser la misma persona, la víctima atrapada en el agujero (conocida como Hole Woman) es generalmente identificada como Edna mientras que la mujer que cae al vacío es reconocida como Karen, aunque algunas fuentes la identifican también como Edna, mientras que otras describen a la mujer del agujero como Juday obviando el hecho de que Karen trabajaba en la planta 101, por lo que no se explicaría su presencia en las plantas 93 a 99, ocupadas enteramente por las oficinas de Marsh & McLennan y donde se hallaba el agujero. Aunque no existe certeza absoluta de que las mujeres de las imágenes sean alguna de ellas ni tampoco de que Hole Woman y Falling Woman sean la misma persona, Pecorella, fallecido a causa de un enfisema pulmonar en 2016, siempre defendió que la mujer mostrada en la instantánea de Drew era Karen, de quien únicamente se pudo recuperar un hueso de entre los escombros.

## Legado
El nombre de Juday figura, al igual que los de las demás víctimas, en el National September 11 Memorial & Museum, concretamente en el panel N-31. Además, Karen cuenta con una dirección en Brooklyn entre 19th Avenue y 20th Avenue: Karen S. Juday Place (actualmente 64th Street).